# Relaciones Chile-Cuba
Las relaciones Chile-Cuba se refiere a las relaciones internacionales entre la República de Chile y la República de Cuba. Cuba ha sido desde los años 1960 un punto de referencia para los políticos chilenos de izquierda.

## Historia
Chile y Cuba establecieron relaciones diplomáticas el 2 de abril de 1909, manteniendo una relación pacífica, sin mayores conflictos y basada en la hermandad hispanoamericana entre dos repúblicas soberanas. Anteriormente a esto, tanto la Capitanía General de Cuba como el Reino de Chile habían formado parte del Imperio español.

## Comparación
En Chile y Cuba, encontramos muchas similitudes. Como golpes de estado y estallidos sociales. Sus constituciones tiene mucha participación, por lo que el sistema político democrático del país también ha cambiado, el estallido social en Chile ha traído cambios a todos los chilenos por diversas razones del pasado. Por otro lado,  Cuba es un Estado socialista de manera irrevocable, impidiendo cualquier modificación del régimen socioeconómico.

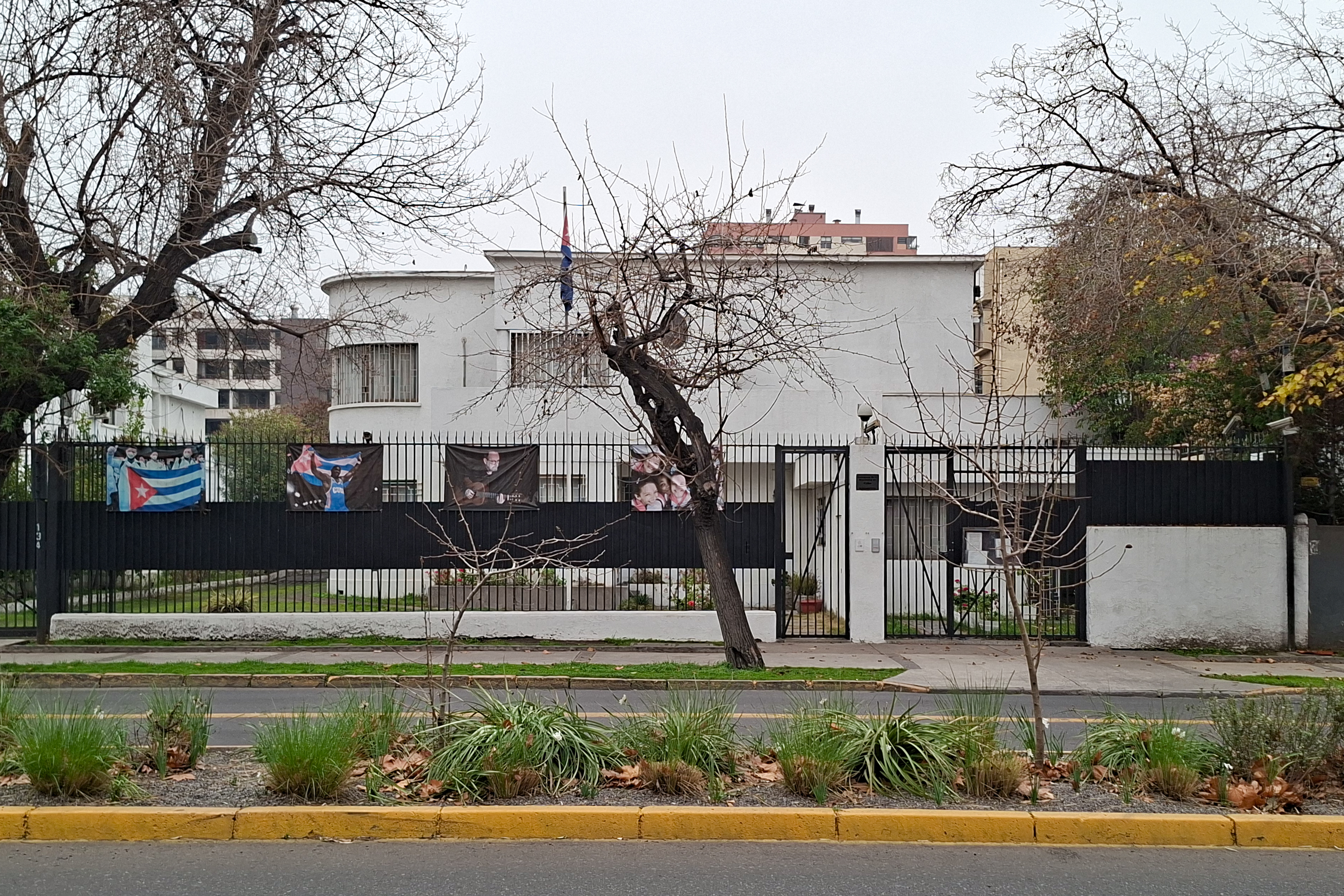
Embajada de Cuba en Santiago de Chile

### Revolución Cubana y quiebre de las relaciones (1959-1970)
El inicio de la Revolución cubana en 1959 provocó un alto impacto en la política interna chilena, sobre todo en los partidos de izquierda, que no dudaron en apoyar el proceso cubano; mientras el Partido Socialista de Chile (PS) comenzó a radicalizar sus posturas hacia la vía armada, el Movimiento de Izquierda Revolucionaria (MIR) envió a algunos de sus miembros a Cuba para instruirse en guerrillas. En la derecha, en cambio, los partidos Conservador y Liberal, rechazaron abiertamente el régimen de Castro, siguiendo su línea anticomunista, lo cual también se reflejó en el diario El Mercurio, el que si bien en un inicio tuvo una posición de aceptación a la revolución por haber terminado la «tiranía» de Batista, ya en 1960 hablaba de que aquella «no ha hecho sino cambiar una dictadura por otra, con el agravante de la tendencia comunicante (sic) del gobierno de Fidel Castro».
El gobierno de Chile, en ese entonces presidido por el derechista Jorge Alessandri Rodríguez, era un aliado de los Estados Unidos y siguió su política de la Alianza para el Progreso. A pesar de ello, el nuevo gobierno de Cuba fue reconocido por Chile el 7 de enero de 1959 a través de un mensaje del canciller Germán Vergara Donoso. Cuba, en retribución, retiró su postulación al Consejo de Seguridad de la ONU en 1960, apoyando la candidatura de Chile.
Chile, junto con Argentina, Brasil, México, Bolivia y Ecuador, se abstuvo de aprobar el párrafo que expulsaba a Cuba de la Organización de los Estados Americanos (OEA), votada en la VIII Reunión del organismo realizada en enero de 1962 en Punta del Este, Uruguay. En la IX Reunión de la OEA, celebrada en Washington D. C., Estados Unidos, en junio de 1964, Chile se abstuvo en la votación de una convención que prohibía que los gobiernos del hemisferio occidental tuvieran relaciones diplomáticas con Cuba; sin embargo, debió acatar su aprobación y rompió relaciones con Cuba de manera oficial el 11 de agosto.

### Relaciones entre Fidel  Allende y quiebre con Pinochet (1970-1990)

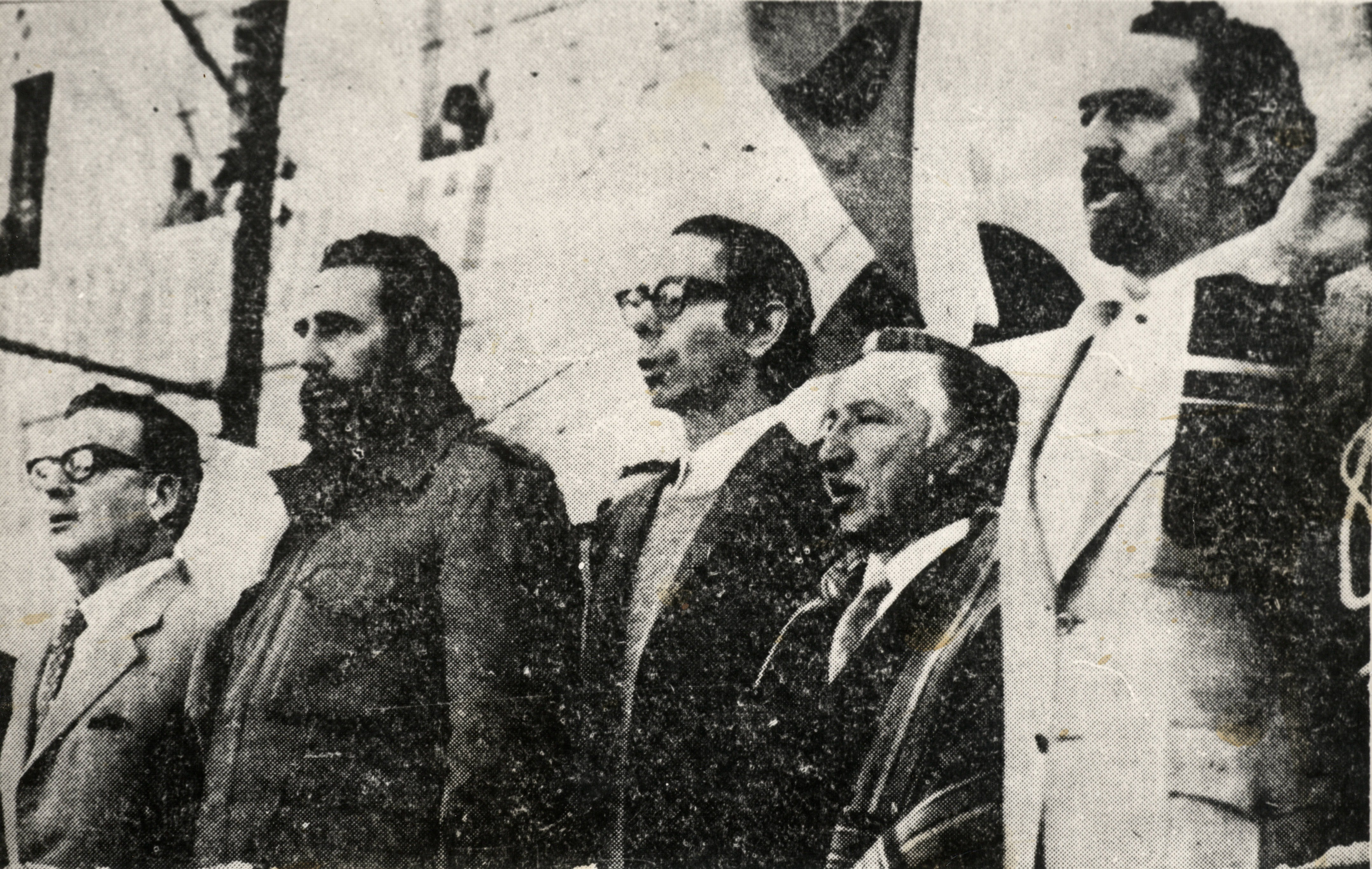
Fidel Castro junto a Salvador Allende y a otros políticos chilenos durante su visita a ese país en 1971.

En 1970, durante el gobierno del socialista Salvador Allende, Chile restableció sus relaciones diplomáticas con Cuba, uniéndose a México y Canadá en el rechazo a la convención tomada en 1964 por la OEA. En diciembre de ese año, Allende nombró encargado de negocios de Chile en la isla al escritor Jorge Edwards.
Poco después, el presidente cubano Fidel Castro realizó una visita de Estado durante un mes a Chile. Con Allende visitó la recientemente nacionalizada mina de cobre El Teniente. De la misma forma, Salvador Allende visitó Cuba del 10 al 14 de diciembre de 1972. A mediados de 1972 se ingresaron a Chile armas provenientes de Cuba en un escándalo conocido como Los bultos cubanos.
Con la dictadura militar de Augusto Pinochet en Chile (1973-1990), se volvieron a quebrar las relaciones entre ambos países una vez que las tropas chilenas atacaron la sede de la embajada cubana en Santiago. Gracias a la intervención del embajador sueco, Harald Edelstam, se puso término a la agresión y el cuerpo diplomático cubano pudo salir del país. Desde entonces hasta la restauración de la democracia, Suecia representó los intereses cubanos en Chile. El G2 cubano en conjunto con la KGB desarrollaron la Operación Tucán que consistía en manejar a activistas de derechos humanos para presionar a las Naciones Unidas y generar una prensa negativa para el régimen de Pinochet, llegandose hasta falsificar cartas de Manuel Contreras, director de la Dirección de Inteligencia Nacional que fueron aceptadas como auténticas por medios de comunicación de Occident.
Desde entonces, Cuba brindó capacitación y armas a grupos de izquierda de Chile para establecer una resistencia armada. El Movimiento de Izquierda Revolucionaria (MIR) se inspiró en la Revolución cubana y la Sierra Maestra para su intento de establecer una guerrilla en Neltume, la cual fue desmantelada en el año 1981. Después de que las guerrillas rurales de inspiración cubana resultaron ser un fracaso, Cuba continuó apoyando la guerrilla urbana, principalmente el Frente Patriótico Manuel Rodríguez (FPMR). Uno de los ingresos clandestinos de armas cubanas en territorio chileno más grandes fue el ocurrido en Carrizal Bajo, las cuales fueron utilizadas más tarde por el FPMR para realizar un intento de asesinato contra Pinochet en 1986.

### Retorno a la democracia en Chile y reinicio de las relaciones (1991-actualidad)

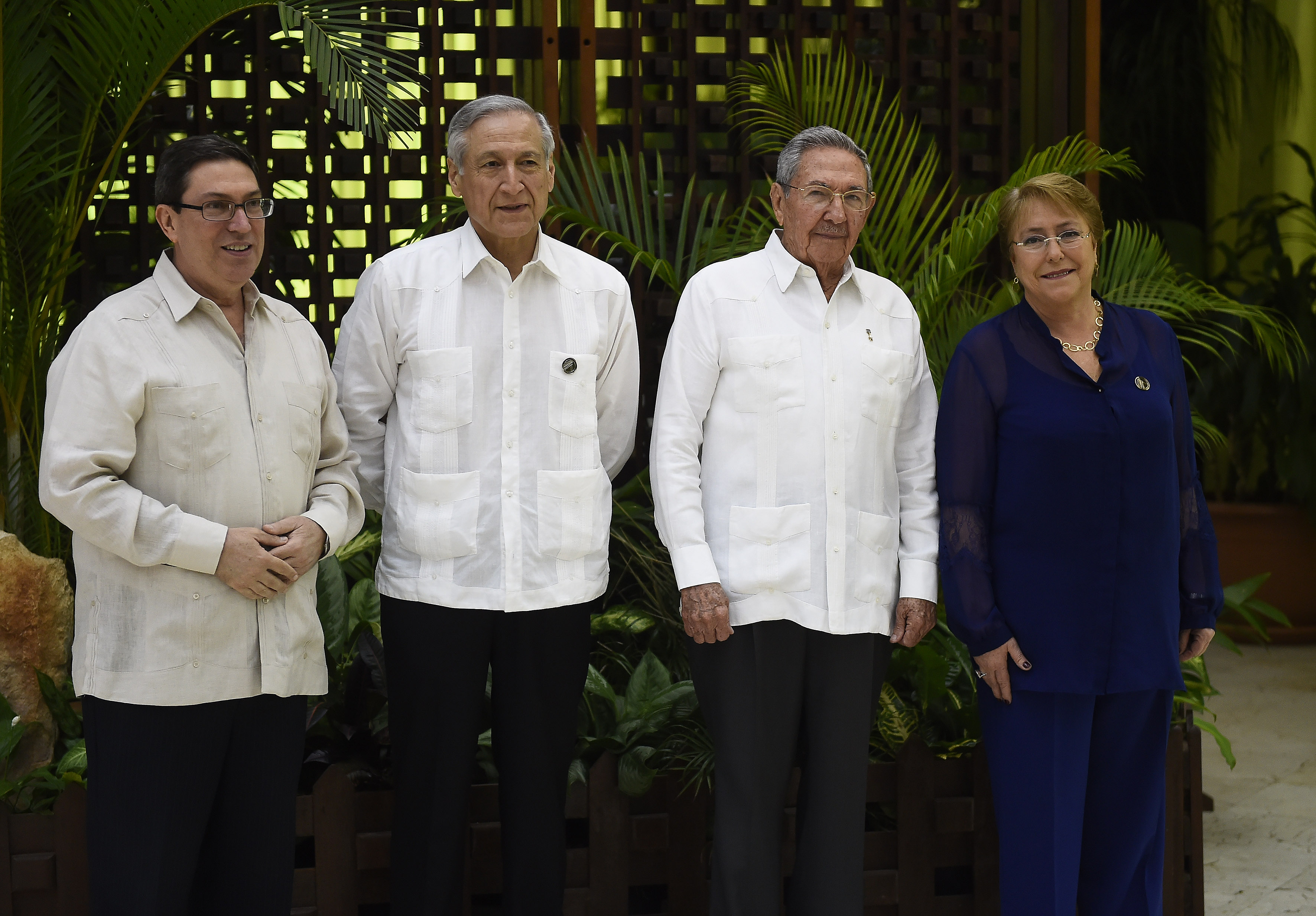
Chile y Cuba fueron parte del proceso de paz entre el gobierno de Colombia y las FARC.

En 1991, el gobierno de Patricio Aylwin decidió retomar las relaciones con Cuba a nivel consular, y posteriormente, en 1995, con el gobierno de Eduardo Frei Ruiz-Tagle, ambos países fijaron embajadores.
Durante el primer gobierno de Michelle Bachelet (2006-2010) las relaciones con Cuba fueron un tema recurrente al interior de la Concertación, coalición gobernante, debido a que el Partido Demócrata Cristiano, apoyaba una línea más crítica con el gobierno cubano, a diferencia del Partido Socialista. En 2009, Bachelet visitó Cuba, convirtiéndose en la primera presidenta chilena en visitar la isla desde Salvador Allende, quien lo hizo en 1972.

## Relaciones comerciales
En 2022, el intercambio comercial entre ambos países ascendió a los 23,4 millones de dólares estadounidenses, lo que supuso un -8% de crecimiento promedio anual en los últimos cinco años. Los principales productos exportados por Chile fueron leche en polvo, cajas de cartón y queso gouda, mientras que Cuba exportó mayoritariamente ron y cigarros.